# Phare du Ronquet
Le phare du Ronquet ou la tourelle du Ronquet est un feu de balisage de la Manche situé au large de la pointe d'Agon-Coutainville.
Cette construction d'une hauteur de 11 mètres signale la présence d'un rocher isolé. C'est un feu qui a une portée de 6 milles dans le secteur blanc et une portée de 4 milles dans le secteur rouge.
On peut accéder à cette tourelle à marée basse lors des grandes marées (coefficient minimum de 106).